# Armă cu aer comprimat

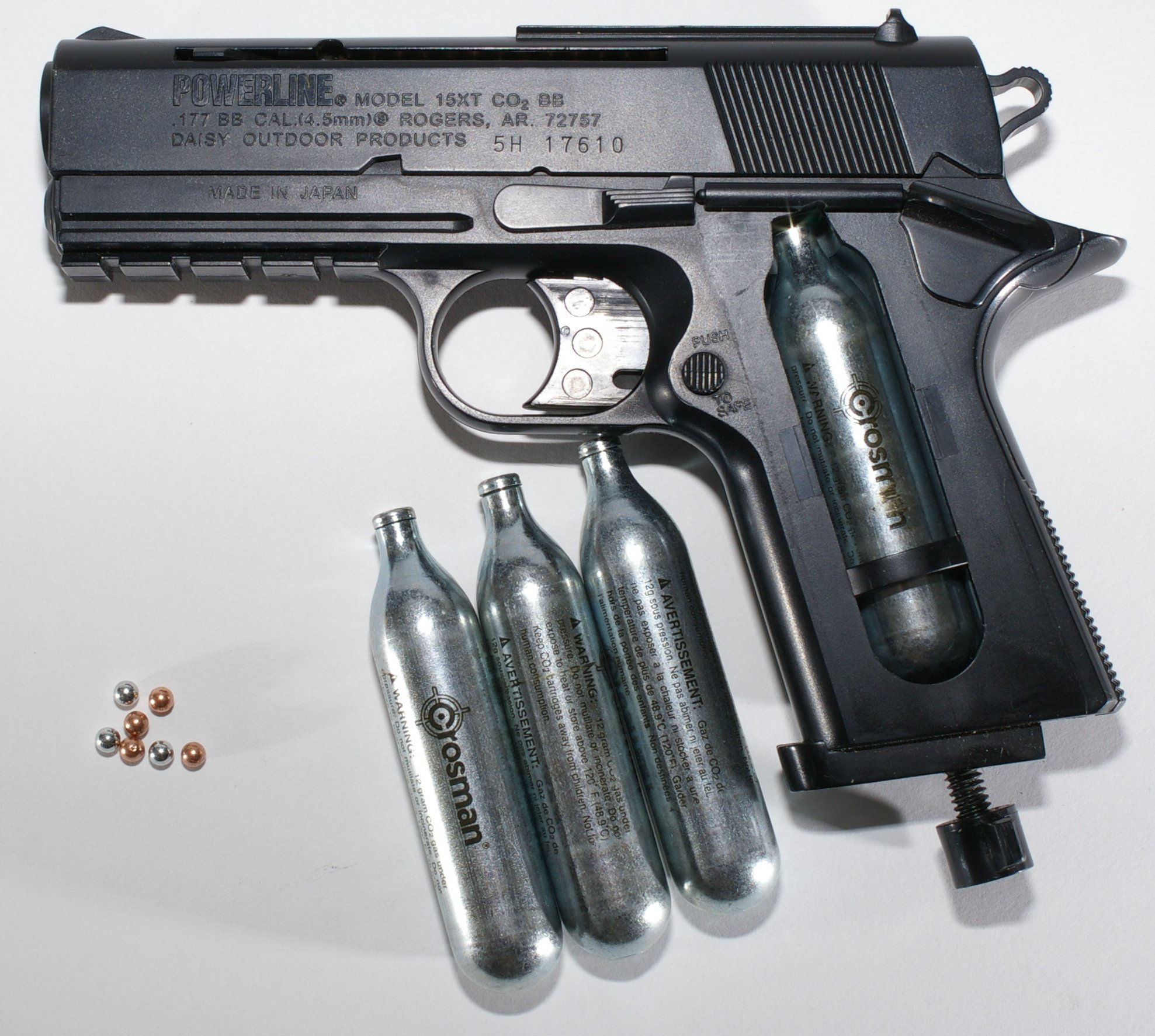
Pistol pneumatic

Schema de funcționare a unui pistol cu aer comprimat

Arma pneumatică (în greaca veche πνεῦμα - "vânt", "respirație") este un tip de armă de tragere la care proiectilul este expulzat datorită comprimării aerului ce se află sub presiune.
Conform legislației României referitoare la arme și muniții, arma pneumatică reprezintă o armă care, pentru aruncarea proiectilului, folosește forța de expansiune a aerului comprimat sau a gazelor sub presiune aflate într-o butelie recipient.
Arma pneumatică modernă este destinată preponderent pentru tir sportiv și de agrement, precum și pentru vânătoarea de păsări și animale mici precum veverițe, iepuri, jderi.

## Muniție

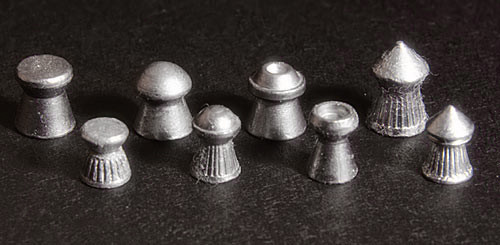
Gloanțe de plumb. Rândul de sus 5,5 mm, cel de jos 4,5 mm

### Gloanțe
În țările anglofone, gloanțele pentru armele pneumatice spre deosebire de cele pentru arme de foc, sunt denumite pellets.

Majoritatea gloanțelor pentru armele pneumatice sunt făcute din plumb. Pentru arme pneumatice puternice se folosesc gloanțe mai grele. Cele mai răspândite calibre de gloanțe pentru pneumatice sunt 4,5 mm și 5,5 mm. 

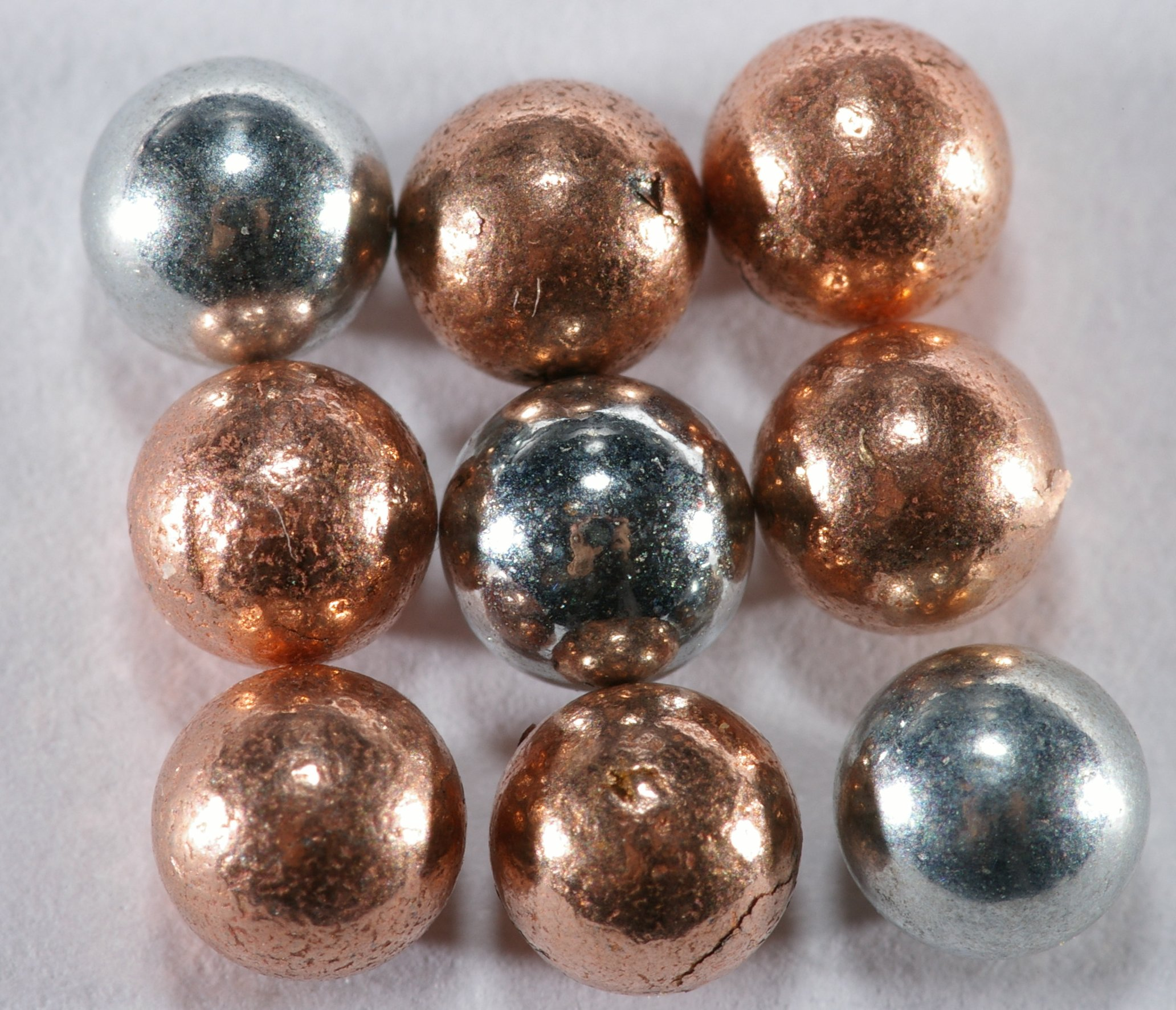
Bile de oțel BB

### BB
BB sunt niște bile de oțel de calibrul 4,5 mm predestinate tragerii din arme cu țeava lisă (netedă). De obicei BB au un înveliș de alamă sau zinc pentru evitarea coroziunii.

## Viteza glonțului în aer
La majoritatea pistoalelor pneumatice viteza glonțului nu depășește 100-150 m/s. La puștile puternice însă, poate depăși și viteza sunetului în aer (340 m/s).

## Producători principali
- Rusia: ИЖМЕХ, Аникс, ООО «Калибр», ООО «ЭДган», ООО «Демьян», ЗАО КСПЗ ;
- Cehia: CZ;
- Taiwan: KWC;
- Austria: Steyr;
- Germania: Umarex, Weihrauch, Diana RWS, Walther, Suhl Haenel, J. G. Anschütz, Feinwerkbau;
- Danemarca: ASG;
- Anglia, Suedia: Logun, Webley, BSA Guns, FX Airguns, Gunpower Stealth, Air Arms;
- SUA: Crosman, Daisy, Benjamin, Gletcher, AirForce;
- Spania: Norica, Gamo, Cometa;
- Turcia: Hatsan, Kral, Torun Arms;
- Mexic: Mendoza;
- China: Shanghai, BAM, BMK;